# Travian
Travian este un joc online bazat pe browserul web. În acest joc jucătorul poate colabora cu alți mii de jucători, conducând, la început, un sat de dimensiuni reduse.

## Gameplay
Travian este un joc realizat în PHP, putând fi jucat direct cu ajutorul internetului folosind un browser web. Este de asemenea un joc de strategie, unde evenimentele și acumularea resurselor se întâmplă în timp real. Jucătorul controlează la început doar un mic sat, dar cu timpul poate întemeia, păstrând proporțiile, un adevărat imperiu. Nu necesită descărcarea jocului, sau instalarea sa, deși poate fi descărcat un mic pachet grafic. După înregistrare, jucătorii pot începe jocul imediat, fără a trebui să plătească nimic, chiar dacă există și o variantă "Plus" pentru avantaje adiționale, care necesită o sumă de bani.
În Travian se pot, de asemenea, forma alianțe între jucători, care oferă posibilitatea unui stil de joc strategic, unde grupuri de jucători se pot alătura pentru ofensivă sau defensivă, având la dispoziție mijloace de comunicare, chiar și un forum propriu.
Pentru a câștiga serverul jucătorii trebuie să aducă Minunea lumii la nivelul 100.

## Triburi
Există 3 triburi în Travian (romanii, dacii și barbarii în varianta în limba română). Fiecare trib are propriile sale avantaje și dezavantaje. Tipurile de unități sunt de asemenea substanțial diferite între triburi. Este în acest sens importantă alegerea inteligentă a tribului la începutul jocului astfel încât să se potrivească stilului preferat de joc.

### Romanii
Imperiul Roman este cel mai indicat pentru nou-veniții în Travian. Din cauza dezvoltării lor avansate din punct de vedere social și tehnologic, Romanii sunt maeștrii coordonării construcțiilor și trupele lor sunt elita jocului Travian.
Sunt relativ decenți atât în atac cât și în apărare. Pentru a obține această versatilitate, ei trebuie să parcurgă un lung și costisitor antrenament. Infanteria lor este legendară, dar defensiva împotriva cavaleriei este cea mai scăzută dintre toate triburile.
Pentru începători și cei care nu știu exact ce stil de joc să adopte, Romanii sunt ideali.
Proprietăți speciale
- Construcția simultană a câmpurilor de resurse și clădiri
- Bonus defensiv ridicat datorat zidului orașului
- Comercianții pot căra 500 resurse (viteza 16 câmpuri/oră)
- Infanterie foarte puternică, cavalerie mediocră,
- Antrenament lung și costisitor.
- Clădire adițională: Adăpătoare[nefuncțională]

### Dacii
Tribul Dac este cel mai iubitor de pace dintre toate triburile. Unitățile lor sunt bine antrenate în tactici defensive dar ofensiva lor lasă de dorit în comparație cu celelalte triburi. Dacii sunt călăreți înnăscuți și caii lor sunt legendari pentru viteza lor, permițându-le să se deplaseze rapid și să își surprindă dușmanii.
Proprietăți speciale
- Bonus de viteză: cele mai rapide unități din joc
- Bonus moderat defensiv oferit de Palisade
- Comercianții pot căra 750 resurse (viteză 24 câmpuri pe oră)
- Dimensiunea dublă a beciului (pentru protecție la jafuri)
- Arme costisitoare de asediu
- Coloniști ieftini
- Clădire adițională: Temniță Arhivat în 2 septembrie 2009, la Wayback Machine.

Tribul este relativ ușor de apărat, dar un stil de joc agresiv este de asemenea posibil. Oferă posibilitatea de a se deplasa în orice direcție strategică (doctrină defensivă sau ofensivă, lup singuratic sau ajutor în crize, sprijinit de infanterie sau cavalerie, colonist sau cuceritor), astfel că orice este realizabil pentru un jucător iscusit, dar de asemenea bun și pentru începători.

### Barbarii
Este cel mai ofensiv dintre toate triburile. Luptătorii Barbari sunt temuți oriunde datorită lipsei lor de frică în bătălie. Ei sunt formați din hoarde pustiitoare care cutreieră pământurile, fără nici un pic de frică de moarte.
Datorită lipsei disciplinei militare, prezentă la Daci și la Romani, sunt un pic mai lenți și mai slabi decât alte trupe. Pentru personalitățile ofensive și jucătorii experimentați, barbarii sunt alegerea potrivită!
Proprietăți speciale
- Bonus de jefuire: Beciurile inamice pot ascunde doar 2/3 din resurse
- Zidul de pământ este aproape indestructibil dar oferă prea puțină apărare
- Comercianții pot căra 1000 de resurse (viteză 12 câmpuri pe oră)
- În mod categoric ieftini, cel mai rapid de antrenat și cei mai buni cărători
- Slabi în apărare
- Clădire adițională: Fabrica de bere Arhivat în 24 mai 2009, la Wayback Machine.

### Natari
Natarii sunt un trib pur NPC, adică nu pot fi controlați de jucători.
A sosit timpul
Acum că zilele se scurtează și nopțile devin mai reci, popoarele din Travian înțeleg că se apropie sfârșitul erei. Poveștile despre bătălii glorioase și clădiri pompoase sunt tot ceea ce părea sa rămână. Dar popoarele au hotărât că nu așa se va termina era. O minune ar trebui construită, o clădire de o putere infinită. Această minune a lumii va uni toți locuitorii Travianului. Trist, însă cunoștința despre aceste minuni glorioase este acum pierdută, luată în morminte de către strămoșii de mult apuși. Chiar înainte de a se pierde orice speranță, soarta le-a atras atenția oamenilor asupra tribului antic al Natarilor. Acest trib care a rezistat multor ere și multor bătălii sângeroase ar putea încă să dețină niște planuri de construcție.
Povestea Natarilor
Cu mult înainte ca Romanii să invadeze Travianul, triburile Dacilor și Barbarilor erau subjugate de către Natari. Natarii erau un trib mai special, care ar fi fost cu totul uitat dacă nu erau poveștile spuse de oamenii bătrâni.
Natarii stăpâneau tot Travianul și în toată cruzimea și puterea lor existau totuși cunoștințe bune despre forțele elementare. Puțin este știut despre acest trib, un singur raport al unui martor a rezistat trecerii timpului. Această descriere a unui așa numit "Oraș de aur" povestea de un templu glorios construit în centrul orașului, o minune a lumii de o putere indescriptibilă. De asemenea se spunea că există locuri sfinte secrete, unde aceste temple pot fi ridicate. În aceste locuri poate fi găsită inteligența și cunoștința Natarilor, pentru a putea subjuga Travianul.
Planul Natarienilor
Totuși Natarii au planul lor de a subjuga triburile libere, prin construirea unei minuni a lumii. Dar cine reușește să ridice această minune a lumii în căminul lor, va împlini obiectivul principal de a uni Travianul într-o lume a păcii și a comuniunii.
În final se va vedea dacă triburile libere ale Travianului sunt capabile de a îndeplini această misiune glorioasă. Poveștile viitorului vor fi ori despre alianțele curajoase, ori despre Natarii înspăimântători.

## Clădiri

### Primărie
Deja construit când începi să joci!
Cerințe: Nimic
La primărie locuiesc meșterii satului. Pentru fiecare nivel de extindere va crește viteza de construcție a clădirilor și parcelelor de resurse.
Demolare clădire
Posibil de la nivel 10

### Adunare
Trupele satului tău se întâlnesc aici. De aici le poți trimite să cucerească, să atace sau să apere un alt sat.
Această clădire poate fi construită doar pe parcela din dreapta primăriei și este de forma unei litere 'C' întoarse.
Costuri și durata de construcție pentru primul nivel:
110 Lemn  | 160 Lut | 90 Fier | 70 Hrană | 1 Consum hrană | durata:0:33:21
Cerințe:
nimic
După construirea unui grânar de nivel 20 alte grânare pot fi construite.

### Hambar
Cerințe: Primărie nivel 1, Travian Versiunea 2.5 sau mai nouă
În hambar sunt păstrate resursele (lemn, fier și lut). Mărindu-i nivelul, capacitatea acestuia crește.
După construirea unui hambar de nivel 20 alte hambare pot fi construite.

### Târg
Cerințe: Primărie nivel 3, Hambar nivel 1, Grânar nivel 1, Travian Versiunea 2.5 sau mai nouă
În târg poți face schimb de resurse cu alți jucători. La fiecare extindere a târgului, vei avea un negustor în plus și astfel vei putea transporta mai multe resurse.
|                       | Romani | Daci | Barbari |
| --------------------- | ------ | ---- | ------- |
| Viteză în câmpuri/oră | 16     | 24   | 12      |
| Capacitate negustori  | 500    | 750  | 1000    |

### Cazarma
Cerințe: Adunare nivel 1, Primărie nivel 3, Travian Versiunea 2.5 sau mai nouă
În cazarmă poate fi instruită infanteria. Odată cu creșterea nivelului, unitățile sunt instruite mai repede.

### Grajd
Cerințe:Fierărie Nivel 3, Academie Nivel 5 Travian Versiunea 2.5 sau mai nouă
În grajd este instruită cavaleria. Cu cât are nivelul mai mare, cu atât trupele sunt instruite mai repede.

### Atelier
Cerințe: Academie nivel 10, Primărie nivel 5, Travian Versiunea 2.5 sau mai nouă
În atelier sunt construite unități de asalt precum catapulte și berbeci. Cu cât nivelul acestuia este mai mare, cu atât unitățile sunt produse mai repede.

### Casa de cultură
Cerințe: Primărie nivel 10, Academie nivel 10, Travian Versiunea 2.5 sau mai nouă

În casa de cultură poți susține petreceri pompoase. Cu astfel de petreceri îți mărești punctele de cultură pentru a fonda sau cuceri alte sate.

### Vila
Cerințe: Primărie nivel 5
Nu poate fi construit în satul în care este palatul!!!
Vila este un palat mic, unde Regele și Regina stau când vizitează satul. Vila protejează satul de inamicii care vor să cucerească satul.
În Vilă poți instrui 3 coloniști sau câte un senator/general/căpetenie la nivel 10 și 20. Când Vila este deja construită în sat, Palatul nu mai poate fi construit acolo (valabil și vice-versa).

### Palat
Cerințe: Ambasada nivel 1 , Primărie nivel 5
Nu poate fi construit în satul în care este vila!!!
În palat trăiesc Regele și Regina împărăției. Un singur palat poate exista în împărăția ta. De asemenea, numai în palat poți proclama un sat ca și capitală.
Palatul este singurul loc unde poți proclama un sat ca și capitală!
Capitala nu poate fi cucerită. Adițional, acesta este singurul sat unde un arhitect poate fi construit, și singurul sat unde câmpurile de resurse pot fi extinse mai mult de nivelul 10.
În Travian 3 palatul poate fi complet distrus indiferent de câte sate ai.

### Mina de fier
Deja construit când începi să joci
Cerințe: Nimic
Nu poate fi demolată de primărie!!!
De aici minerii tăi extrag minereul de fier, vital armelor și clădirilor. Prin creșterea nivelului minei, crește cantitatea de fier extras pe oră.

### Puț de lut
Deja construit când începi să joci
Cerințe: Nimic
Nu poate fi demolat de primărie!!!
Aici este produs lutul. Mărind nivelul puțului cantitatea de lut produsă crește.

### Pădure
Deja construită când începi să joci
Cerințe: Nimic
Nu poate fi demolată de primărie!!!
Din pădure se extrage lemnul necesar construirii clădirilor și armatei. Cu cât extinzi mai mult, producția de cherestea va crește.

### Lan de grâu
Deja construit când începi s= joci
Cerinîe: Nimic
Nu poate fi demolat de prim=rie!!!
Cu ajutorul grâului produs aici este obținută hrana necesară populației tale. Crescând nivelul lanurilor, cantitatea de hrană rezultată crește, și deci și numărul de locuitori al satului poate fi mai mare.

### Academie
Cerințe:Cerințe: Cazarmă nivel 3, Primărie nivel 3, Travian Versiunea 2.5 sau mai nouă
În academie pot fi dezvoltate noi tipuri de unități. Prin creșterea nivelului acesteia, pot fi descoperite unități mai bune.

### Beci
Cerințe: Nimic
Beciul este folosit pentru a ascunde o parte din resurse atunci când satul este atacat. Aceste resurse nu pot fi furate.
La nivelul 1, beciul ascunde câte 100 de unități din fiecare resursă. În fața atacatorilor Barbari, care au un avantaj la jefuire, beciul ascunde doar 80% din resurse în eventualitatea unui atac. Dacii au un avantaj la beci, ei reușind să ascundă de două ori mai multe resurse decât celelalte triburi, adică 2000 unități resurse din fiecare tip.
După mărirea unui beci până la nivelul 10, alte beciuri pot fi construite

### Fierarie
Cerințe: Primărie nivel 3, Academie nivel 3, Travian Versiunea 2.5 sau mai nouă
Armele războinicilor tăi sunt îmbunătățite în forja fierarului. Posibilitatea îmbunătățirii armelor apare odată cu creșterea nivelului.
Nu mai există!

### Reședința Eroului
Cerințe: Primărie nivel 3, Adunare nivel 1, Travian Versiunea 3 sau mai nouă
În reședința eroului poți antrena un erou. Pentru aceasta ai nevoie de o unitate normală, care va fi antrenată ca erou. De aceea ai nevoie de cazarmă sau grajd pentru erou.
Ajuns cu reședința eroului la nivelul 10, 15 sau 20 poți anexa 1, 2, respectiv 3 văi abandonate (oaze) cu eroul. Depinzând de ce oază ai anexat, vei primi o creștere a producției la o anumită resursă (cu unele oaze chiar pentru două resurse).

### Temnițe
Cerințe: Adunare nivel 1, Travian Versiunea 3 sau mai nouă
Clădirea poate fi construită doar de Daci
Temnița protejează satul tău având capcane bine ascunse. Astfel inamicii imprudenți vor fi capturați și nu vor mai putea să facă rău satului.
Trupele nu pot fi eliberate cu un atac rapid. Când trupele sunt eliberate cu un atac normal încheiat cu succes, 1/3 dintre celule pot fi reparate. În caz că proprietarul celulelor eliberează captivii, 1/2 dintre celule pot fi reparate.
După construirea unei temnițe la nivel 20 alte temnițe vor putea fi construite în sat.
Această clădire nu poate fi construită în Travian Clasic / T2.5.

### Fabrica de bere
Cerințe: Grânar nivel 20, Adunare nivel 10, Travian Versiunea 3.5 sau mai nouă
Poate fi construit(ă) numai în capitală.
Clădirea poate fi construită doar de Barbari
La Berărie sunt preparate băuturile și licorile apreciate foarte mult de soldații tăi în timpul festivităților.
Aceste licori măresc puterea ofensivă a soldaților în bătălii (1% per nivel). Din păcate, puterea de convingere a căpeteniilor tale este scăzută, iar catapultele vor lovi aleator indiferent de ținta aleasă. 
Poate fi construit doar în capitală.

### Adăpătoare
Cerințe: Grajd nivel 20, Adunare nivel 10, Travian Versiunea 3.5 sau mai nouă
Clădirea poate fi construită doar de Romani
Adăpătoarea se ocupă de bunăstarea cailor tăi scăzându-le consumul de hrană și le mărește viteza de instruire.
Mai exact, Adăpătoarea are rolul de a:
```
   * accelera timpul de instruire a cavaleriei romane cu 1% per nivel;
   * reduce consumul de hrană a cavaleriei romane (trupe proprii și/sau întăriri) din acel sat după cum urmează:
         o Equites Legati consumă cu 1 unitate hrană/h mai puțin la nivel 10 (adică 1 unitate hrană/h);
         o Equites Imperatoris consumă cu 1 unitate hrană/h mai puțin la nivel 15 (adică 2 unități hrană/h);
         o Equites Caesaris consumă cu 1 unitate hrană/h mai puțin la nivel 20 (adică 3 unități hrană/h);
```

### Trezorerie
Cerințe: Primărie nivel 10, Minunea lumii nu mai poate exista în sat, Travian Versiunea 2.5 sau mai nouă
Bogățiile împărăției tale sunt ferecate în Trezorerie. În fiecare Trezorerie este loc pentru un Artefact.
Pentru un Artefact mic(sat) ai nevoie de Trezorerie la nivelul 10, respectiv 20 pentru un Artefact mare(cont) sau unic(cont).
Din recent descoperitele sate ale Natarilor au dispărut Planurile de construcție. În Trezorerie vei putea vedea lista cu locațiile Planurilor existente din momentul introducerii lor. În fiecare trezorerie de nivel 10 este spațiu pentru un plan de construcție.
Pentru a captura un plan trebuie să distrugi trezoreria până la nivelul 0 din satul în care se găsește acest plan după care să lansezi un atac normal din satul în care se găsește trezoreria ta de nivel 10. Acest atac trebuie să fie încheiat cu succes (cel puțin o unitate a atacatorului trebuie să supraviețuiască). În varianta T3 (jucată actualmente pe toate serverele românești), eroul trebuie să facă parte din atacul de cucerire al planului și să supraviețuiască atacului.
Planurile de construcție vor fi adăugate la puțin timp după lansarea Natarilor. În total există 13 planuri de construcție.
Pentru a construi Minunea Lumii până la nivelul 49 ai nevoie de un Plan de Construcție (tu - cel care deține satul cu Minunea Lumii). Pentru a extinde de la nivelul 50 la 100 un membru al alianței tale trebuie să aibă un al doilea plan. Două planuri în contul care are Minunea Lumii nu funcționează.
Ca regulă general valabilă, este posibil ca doi jucători ce construiesc Minunea Lumii și se află în aceeași alianță, să continue împreună construcția Minunii Lumii între nivelurile 50-100.

### Hambar extins
Cerințe: Primărie nivel 10, Minunea lumii nivel 0, Artefact, Travian Versiunea 2.5 sau mai nouă
În hambar sunt depozitate resursele, și anume lemn, lut și fier. Hambarul Extins oferă mult mai mult spațiu de depozitare decât cel normal, pentru a păstra în siguranță resursele strânse de tine.

### Grânar extins
Cerințe: Primărie nivel 10, Minunea lumii nivel 0, Artefact, Travian Versiunea 2.5 sau mai nouă
La grânar sunt stocate grânele/hrana produsă la fermele de grâu. Grânarul Extins oferă mai mult spațiu de depozitare pentru a păstra în siguranță hrana.

### Arena
Cerințe : Adunare nivel 15, Travian Versiunea 2.5 sau mai nouă
În arenă trupele tale își pot mări rezistența. Pentru fiecare nivel trupele tale se vor deplasa mai repede, la o distanță mai mare de 30 de parcele

### Cazarmă extinsă
Cerințe: Cazarmă nivel 20, Travian Versiunea 2.5 sau mai nou
Nu poate fi construit în capitală!!!
Cazarma extinsă permite instruirea mai multor unități de infanterie în același timp dar la cost triplu. Împreună cu cazarma normală pot fi instruite de două ori mai multe trupe în același timp.

### Grajd extins
Cerințe: Grajd nivel 20, Travian Versiunea 2.5 sau mai nouă
Nu poate fi construit în capitală!!!
Grajdul extins permite instruirea mai multor unități de cavalerie în același timp dar la preț triplu.

### Ambasadă
Cerințe: Primărie nivel 1, Travian Versiunea 2.5 sau mai nouă
Ambasada este locul diplomațiilor. Odată ce mărești nivelul ambasadei cresc și drepturile diplomatice ale Regelui. La nivelul 1 poți intra într-o alianță, dacă ești invitat. La nivelul 3 poți crea o alianță.
La fiecare extindere de nivel va crește numărul maxim de membri din alianța ta cu 3, până la nivelul maxim 20, astfel limita superioară a numărului membrilor dintr-o alianță este 60.

### Oficiul de comerț
Cerințe: Târg nivel 20, Grajd nivel 10, Travian Versiunea 2.5 sau mai nouă
În oficiul de comerț, carele comercianților sunt îmbunătățite și echipate cu cai puternici. Cu cât este mai mare nivelul acestei clădiri, cu atât comercianții vor putea să care mai multe resurse.

### Arhitect
Cerințe: Primărie nivel 5, Palat nivel 3, Travian Versiunea 3 sau mai nouă
Poate fi construit numai în capitală!!!
Arhitectul este un expert în prelucrarea pietrei. Cu cât este mai mare nivelul clădirii, cu atât este mărită stabilitatea clădirilor din sat.
NOTĂ: Nu include bonusul dat de zidul satului

### Fabrică de cherestea
Cerințe: Pădure nivel 10, Primărie nivel 5, Travian Versiunea 2.5 sau mai nouă
Aici lemnul trimis de gatere este procesat. Bazată pe nivelul fabricii de cherestea, producția de lemn poate crește cu până la 25%.

### Fabrică de cărămidă
Cerințe: Puț de lut nivel 10, Primărie nivel 5, Travian Versiunea 2.5 sau mai nouă
Aici lutul este transformat în cărămizi. Bazată pe nivelul fabricii de cărămidă, producția de lut poate crește cu până la 25%.

### Topitorie
Cerințe: Mină de fier nivel 10, Primărie nivel 5, Travian Versiunea 2.5 sau mai nouă
Aici este topit fierul. Bazată pe nivelul topitoriei, producția de fier poate crește cu până la 25%.

### Moară
Cerințe: Lan de grâu nivel 5, Travian Versiunea 2.5 sau mai nouă
Aici cerealele sunt măcinate pentru a produce făina. În funcție de nivelul clădirii, producția de hrană poate crește cu până la 25%. Procentajul adăugat producției tale se bazează pe producția brută a lanurilor de grâu. Aceasta reprezintă producția lanurilor tale fără nici un alt bonus. Poți vizualiza producția brută a lanurilor tale aici.

### Brutărie
Cerințe: Lan de grâu nivel 10, Primărie nivel 5, Moară nivel 5, Travian Versiunea 2.5 sau mai nouă
Aici făina produsă de moară este folosită pentru producerea pâinii. Pe lângă moară, brutăria poate crește producția de hrană cu până la 50%.

### Minunea lumii
Cerințe: Sat Natar, Artefact, Travian Versiunea 2.5 sau mai nouă
Minunea Lumii reprezintă o realizare măreață. Doar cei mai vrednici și bogați conducători sunt capabili să construiască o asemenea capodoperă și să o apere de invaziile inamicilor. 
Îi poți schimba numele până la nivelul 11.
Timpii de construcție în satele Natare sunt înjumătățiți față de cei ale satelor normale.
Minunea Lumii poate fi construită doar într-un vechi sat Natar. Este necesar și un Plan de Construcție. Începând cu nivelul 50 va fi nevoie de un al doilea Plan de Construcție. Acesta trebuie să fie deținut de un alt jucător din aceeași alianță.

## Ziduri de apărare

### Palisada
Clădirea poate fi construită doar de Daci!!!
Cerințe: nimic
Prin construirea unei palisade, îți protejezi satul împotriva inamicilor. Cu cât este mai mare nivelul său, cu atât este mai mare și bonusul defensiv oferit trupelor tale.
Bonusul defensiv și durabilitatea se încadrează între zidul Barbarilor și zidul Romanilor.
Palisada poate fi construită doar pe marginea maronie a satului tău, respectiv pe șanțul de apă.

### Zidul
Clădirea poate fi construită doar de Romani!!!
Cerințe: nimic
Zidul oferă cel mai mare bonus defensiv, dar este mai ușor de distrus decât palisada Dacilor sau zidul de pământ al Barbarilor.
Zidul poate fi construit doar pe marginea maronie a satului tău, respectiv pe șanțul de apă. 

### Metereze
Clădirea poate fi construită doar de Barbari!!!
Prin construirea unei metereze, îți protejezi satul împotriva inamicilor. Cu cât este mai mare nivelul său, cu atât este mai mare și bonusul defensiv oferit trupelor tale.
Meterezele oferă cel mai mic bonus defensiv, dar sunt aproape imposibil de distrus.
Meterezele pot fi construite doar pe marginea maronie a satului tău, respectiv pe șanțul de apă.
Cerințe: nimic

## Unități

### Daci

#### Scutier
Necesități pentru Cercetare: Nimic
Necesități pentru Antrenare: Cazarmă
Ca infanterie, scutierul este ieftin și este antrenat rapid.
Atacul lor este slab totuși. Dar în apărare sunt puternici contra infanteriei și cavalerie

#### Pedestru
Necesități pentru Cercetare: Academie nivel 3, Fierărie nivel 1
Necesități pentru Antrenare: Cazarmă
Pedeștri sunt mai scumpi decât scutierii, dar sunt o unitate de atac.
În apărare sunt destul de slabi, în special împotriva cavaleriei.

#### Iscoada
Necesități pentru Cercetare: Academie nivel 5, Grajd nivel 1
Necesități pentru Antrenare: Grajd
Iscoada este unitatea de recunoaștere a Dacilor. Se mișcă cu rapiditate și avansează cu grijă să spioneze trupele inamice, resursele și clădirile.
Dacă nu sunt cercetași sau iscoade în satul inamic atunci atacul va rămâne invizibil.

#### Călăreț Fulger
Necesități pentru Cercetare: Academie nivel 5, Grajd nivel 3
Necesități pentru Antrenare: Grajd
Călăreții fulger sunt unități de cavalerie foarte rapide și puternice, care pot căra o cantitate mare de resurse. Așa că sunt excelenți pentru atacuri rapide.
În apărare sunt sub medie.

#### Druidier
Necesități pentru Cercetare: Academie nivel 5, Grajd nivel 5
Necesități pentru Antrenare: Grajd
Această unitate de cavalerie este excelentă ca apărare împotriva infanteriei inamice. Dar costul și întreținerea sunt relativ scumpe.

#### Tarabostes
Necesități pentru Cercetare: Academie nivel 15, Grajd nivel 10
Necesități pentru Antrenare: Grajd
Tarabostes sunt cele mai puternice unități Dace la atac și apărare contra cavaleriei. Puține unități pot fi comparate în aceste privințe.
Dar antrenamentul și echipamentul sunt foarte scumpe, și cu 3 unități de hrană pentru întreținere ar trebui să te gândești înainte dacă merită.

#### General
Necesități pentru Cercetare: Adunare nivel 10, Academie nivel 20
Necesități pentru Antrenare: Vilă/Palat nivel 10/(15)/20
Fiecare trib are un bătrân și experimentat războinic a cărui prezență și vorbă sunt în stare să convingă populația satelor inamice să se alăture tribului sau.
Cu cât vorbește mai des în fața zidurilor inamice, cu atât loialitatea lor scade, până când se alătură tribului generalului.

### Barbari

#### Măciucar
Necesități pentru Cercetare: Nimic
Necesități pentru Antrenare: Cazarmă
Un măciucar este cea mai ieftină unitate din Travian. Rapid antrenată, are un atac mediu și armura nu este cea mai bună. Mai ales împotriva cavaleriei, unde este aproape fără apărare și va fi omorât ușor.
În același timp măciucarii sunt inferiori când e vorba de apărare.

#### Lăncier
Necesități pentru Cercetare: Academie nivel 1, Cazarmă nivel 3
Necesități pentru Antrenare: Cazarmă
Apărarea este scopul unui Lăncier în armata Barbară, și mai ales împotriva cavaleriei.
Dar nu-l folosi ca unitate de atac deoarece este slab.

#### Executor
Necesități pentru Cercetare: Academie nivel 3, Fierărie nivel 1
Necesități pentru Antrenare: Cazarmă
Aceasta este cea mai puternică unitate de infanterie a Barbarilor. Având un atac puternic și apărare medie Executorul este mai încet și mai scump decât alte unități.

#### Spion
Necesități pentru Cercetare: Academie nivel 1, Primărie nivel 5
Necesități pentru Antrenare: Cazarmă
Spionul se mișcă mult înaintea trupelor Barbare pentru a se întoarce cu date despre forțele inamice și satele lor. Se mișcă pe jos, ceea ce-l face mai încet decât echivalentul Roman sau Dac. El spionează numărul unităților, resursele și fortificațiile.
Dacă nu există Iscoadă sau Equites Legati în satul inamic, atacul va rămâne invizibil.

#### Paladin
Necesitați pentru Cercetare: Academie nivel 5, Grajd nivel 3
Necesitați pentru Antrenare: Grajd
Paladinul este foarte bun apărător din cauza armurii sale eficiente. Infanteria va suferi cele mai multe pagube când atacă Paladini.
Prin urmare capacitatea de atac este relativ redusă precum și viteza în comparație cu alte unități de cavalerie. Antrenarea durează mult iar costurile sunt ridicate.

#### Cavaler Teuton
Necesități pentru Cercetare: Academie nivel 15, Grajd nivel 10
Necesități pentru Antrenare: Grajd
Cavalerul teuton este un războinic formidabil, aducând frică și disperare inamicilor. În apărare iese în evidență contra cavaleriei, dar costul pentru antrenare și întreținere sunt extraordinare.

#### Căpetenie
Necesități pentru Cercetare: Adunare nivel 5, Academie nivel 20
Necesități pentru Antrenare: Vilă/Palat nivel 10/(15)/20
Din rândurile lor, Barbarii își aleg o căpetenie. Pentru a fi ales curajul și strategia nu sunt destul, trebuie să fi un orator extraordinar, deoarece obiectivul principal al căpeteniei este să convingă satele inamice să se alăture tribului.
Cu cât o căpetenie se arată mai des populației unui sat, cu atât loialitatea acelui sat scade, până când se alătură imperiului.

### Romani

#### Legionar
Necesități pentru Cercetare: Nimic
Necesități pentru Antrenare: Cazarmă nivel 3
Legionarul este un simplu infanterist al Imperiului Roman ce îndeplinește orice sarcină. Cu un antrenament bine făcut el este bun atât în apărare cât și în atac. Totuși, legionarul nu va putea ajunge niciodată la nivelul trupelor mai specializate.

#### Praetorian
Necesități pentru Cercetare: Academie nivel 1, Armurier nivel 1
Necesități pentru Antrenare: Cazarmă
Pretorianul este gardianul împăratului și-l apără cu viața sa. Din cauză că antrenamentul lor este pentru apărare, aceștia sunt slabi atacatori.

#### Imperian
Necesități pentru Cercetare: Academie nivel 5, Fierărie nivel 1
Necesități pentru Antrenare: Cazarmă
Imperianul este cea mai puternică unitate de infanterie de atac a romanilor. Este rapid, puternic și un coșmar pentru toți inamicii săi, dar antrenamentul este scump și durează mult.

#### Equites Legati
Necesități pentru Cercetare: Grajd nivel 1, Academie nivel 5
Necesități pentru Antrenare: Grajd
Equites Legati sunt trupele romane de recunoaștere. Sunt destul de rapide și pot spiona trupele și resursele inamicilor.
Dacă nu există Spioni sau Iscoade, atacul va rămâne invizibil.

#### Equites Imperatoris
Necesități pentru Cercetare: Grajd nivel 5, Academie nivel 5
Necesități pentru Antrenare: Grajd
Equites Imperatoris sunt trupele standard ale cavaleriei romane și sunt foarte bine înarmate. Nu sunt cele mai rapide trupe, dar sunt un coșmar pentru inamicii nepregătiți. Va trebui totuși să ai în minte că întreținerea pentru călăreț și cal nu este ieftină.

#### Equites Caesaris
Necesități pentru Cercetare: Grajd nivel 10, Academie nivel 5
Necesități pentru Antrenare: Grajd
Cavaleria grea a Romei, Equites Caesaris. Au o armură foarte bună și fac multe pagube, dar acestea vin cu un preț. Sunt încete, cară puține resurse și întreținerea e mai scumpă. Toată puterea are un preț.

#### Senator
Necesități pentru Cercetare: Adunare nivel 10, Academie nivel 20
Necesități pentru Antrenare: Vilă/Palat nivel 10/(15)/20
Senatorul este liderul ales de trib. Este un bun orator și știe cum să se facă ascultat. Este în stare să convingă alte sate să lupte pentru imperiu.
De fiecare dată când acesta se arată locuitorilor unui sat inamic, loialitatea acestuia va scădea cu câte un pic până acel sat va fi al tău.
Cu un senator nu se poate cuceri o capitală.

### Natari

#### Sulițas
Sulițele lor ascuțite și lungi sunt folosite ca linia principală de apărare în orice bătălie. Sulițașii natari sunt războinici îndrăzneți și curajoși care își folosesc dexteritatea pentru a doborî și omorî rapid cavaleria inamică.

#### Războinic Spions
Extensiile în formă de spin de pe coifuri, manșete și umeri le-au dat acestora numele lor. Acești războinici care luptă pentru natari sunt persistenți și bine antrenați, oferind o bătălie oricui este destul de necugetat să îi atace.

#### Gardian
Adorați de propriul popor și temuți de către toți inamicii. Gardienii luptă fără ajutorul unui cal dar sunt totuși unii dintre cei mai valoroși soldați din armata natară, datorită acestei flexibilități. Sunt cunoscuți ca luptători foarte bine antrenați, lăsându-și inamicii fără nicio șansă de a câștiga. Datorită armurii lor grele, pot fi folosiți și ca trupe puternice și de încredere pentru apărare.

#### Vultur
Natarii folosesc vulturi pentru a aduna informații despre inamicii lor. Datorită acestui fapt este aproape imposibil să oprești spionajele natarilor, însă și cel mai simplu sătean poate observa aceste păsări.

#### Bărdaș
Miroase a moarte și a putrefacție atunci când bărdașii se suie în șa și se pregătesc să plece la război. La fel de îndemânatici ca un fermier ce folosește coasa, bărdașii manevrează armele puternice. O singură lovitură este în mod normal suficientă pentru a decapita un inamic, și a lăsa trecătorii muți de uimire.

#### Cavaler Natar
Numai cei mai îndemânatici și mai puternici luptători ai natarilor reușesc să supraviețuiască antrenamentului unui cavaler natar. Văzându-i cum se luptă arată ce înseamnă cu adevărat să fii războinic. Mânuiesc armele de parcă ar fi tot una cu brațele și mâinile lor, și își folosesc scuturile părând că sunt parte naturală din corpul lor. Până și caii pe care îi călăresc sunt crescuți și antrenați special, niciun cal normal nu ar putea să poarte armura cailor acestor cavaleri, și în plus, pe cavaler. Vorbe despre gloria lor au ajuns în cele mai îndepărtate regate împrăștiind frica.

#### Elephant
Niciun alt trib în afară de natari nu știe cum să folosească aceste creaturi impresionante pentru scopuri proprii. Nici un zid sau palisadă nu poate să stea în calea elefanților de război. O mașină de ucis care calcă în picioare orice încearcă să i se opună sau să îi blocheze calea.

#### Balista
Chiar și ca ingineri, Natarii au fost plini de succes. Ei au creat mașinării de război cu mult înainte ca oricine altcineva, și de atunci le-au perfecționat în toate modurile. Balista, o arbaletă imensă, își aruncă proiectilele cu o asemenea forță încât niciun zid sau scut nu le poate respinge. Atunci când inginerii le dezmembrează pentru a le muta în alt câmp de război, de obicei nu rămâne nimic decât ruine acolo unde proiectilele au lovit.

#### Împărat Natar
O combinație de frică pură, admirație și ovațiune îi mișcă pe săteni atunci când împăratul natar le vorbește. Acest bun comandant este complet conștient de efectul său și știe cum să subjuge un sat întreg cu un singur discurs.

#### Colonist Natar
Călători îndrăzneți și constructori perfecți, conduși de dorința de acțiune, cunoscători de orice secret despre cultivarea pământului, construcția palatelor și fortificarea satelor, pornesc câte trei pentru a proclama pământuri în numele lorzilor natari.

## Versiuni
Serverul jocului rulează în zeci de limbi, fiecare limbă având propriul ei domeniu, travian.de în germană, travian.fr în franceză, travian.com, travian.us și travian.co.uk în engleză. În mod curent sunt șapte servere care rulează versiunea în engleză a jocului, numerotate de la s1 la s7, fiecare server reprezentând o "lume" diferită.